# Jaromír Pokorný
Jaromír Pokorný (* 12. května 1945) je bývalý český fotbalista, útočník.

## Fotbalová kariéra
V československé lize hrál za Škodu Plzeň. Nastoupil v 17 ligových utkáních a dal 2 góly.

## Ligová bilance
| Ročník                                   | Zápasy | Góly | Klub        |
| ---------------------------------------- | ------ | ---- | ----------- |
| 1. československá fotbalová liga 1967/68 | 17     | 2    | Škoda Plzeň |
| CELKEM                                   | 17     | 2    |             |